# Paul de Middlebourg

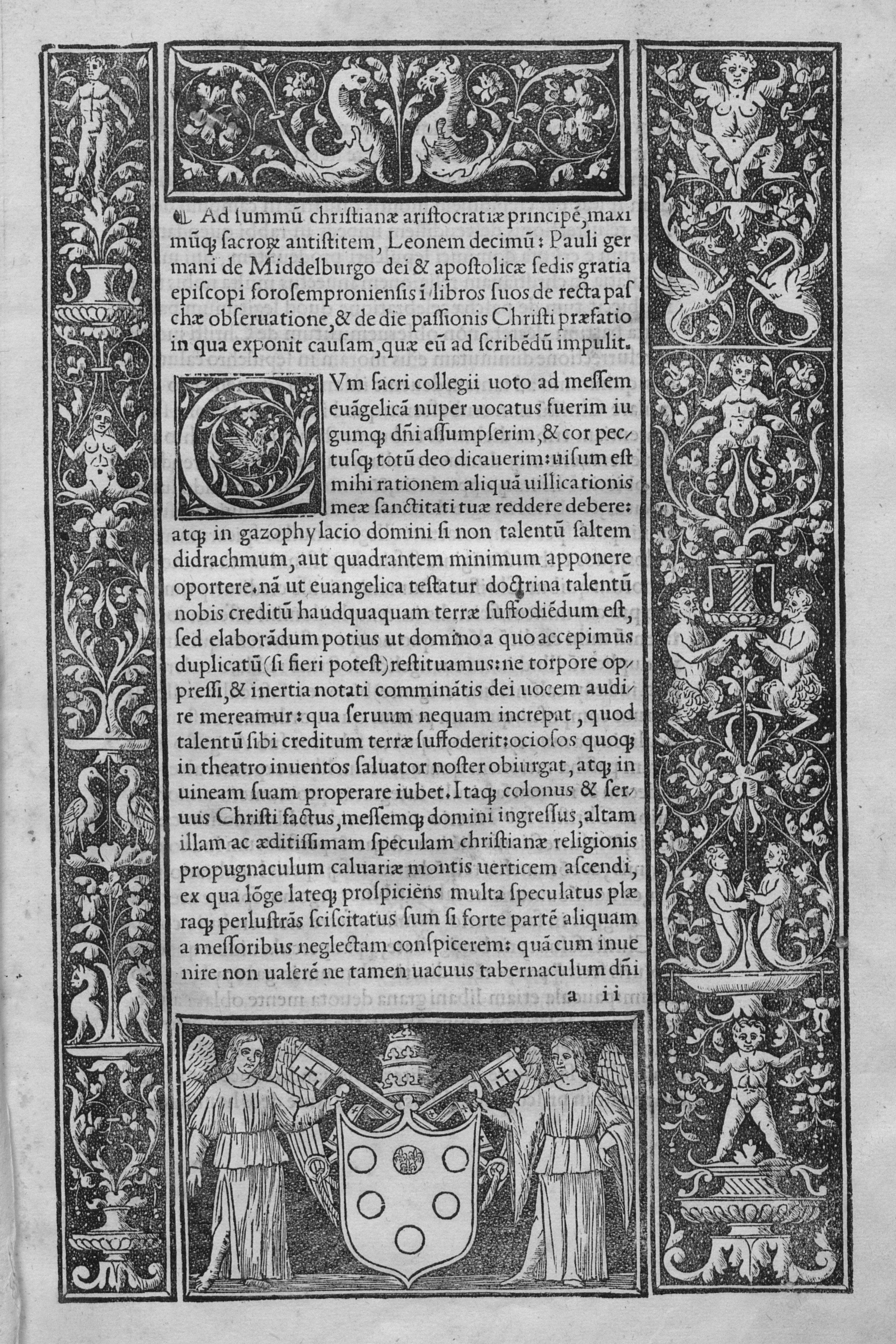
De recta Paschae celebratione

Paul de Middlebourg, né en 1445 et mort le 13 décembre 1533, est un astrologue néerlandais, devenu en 1494 évêque de Fossombrone en Italie.

## Biographie
Il était natif de Middlebourg, capitale de la province de Zélande, sur l'île de Walcheren, et son nom de famille est ignoré. Il étudia à l'Université de Louvain, puis obtint un canonicat dans sa ville natale, qu'il perdit ensuite pour une raison inconnue. Il eut ensuite des mots très durs sur sa patrie. Il gagna l'Italie et devint professeur d'astrologie à l'Université de Padoue en 1480. Il publiait des « jugements » astrologiques annuels manifestant d'ailleurs de solides connaissances en astronomie : dans celui de 1481, il critiquait les tables de Giovanni Bianchini. Il se fit connaître par son jugement publié à Cologne, fin 1484, sous le titre Prænosticatio ad viginti annos duratura : se fondant sur la conjonction de Saturne et de Jupiter observée en novembre 1484, il prévoyait l'avènement d'un petit prophète. Il s'en prit ensuite à l'astrologue allemand Johannes Lichtenberger, dont la Pronosticatio de 1488 connut un succès foudroyant, l'accusant de plagiat et d'incompétence (Invectiva in superstitiosum quemdam astrologum Johannem Lichtenberger, Anvers, 1492). Il écrivit aussi alors sur le comput pascal une Epistola ad Universitatem Lovaniensem de Paschate recte observando (1487), qui fut attaquée par Thomas Basin (Contra errores et blasphemias Pauli de Middleburga). 
Devenu astrologue de Guidobaldo de Montefeltro, duc d'Urbino, il fut fait abbé de San Cristoforo à Casteldurante (1488), puis évêque de Fossombrone (30 juillet 1494). Au moment de sa consécration comme évêque, il détruisit certains de ses anciens écrits. Marsile Ficin lui adressa en septembre 1492 une fameuse lettre, où il célébrait leur époque comme un nouvel « âge d'or » dont Florence était le foyer.
Toujours intéressé par la question du comput pascal et d'une réforme du calendrier, il en entretint les papes Jules II et Léon X, ainsi que l'empereur Maximilien Ier. Pendant le cinquième concile du Latran (1512-1517), il présida une commission chargée de réfléchir à cette question, qui mena de larges consultations. Il publia en 1513 un traité intitulé Paulina, sive de recta Paschæ celebratione et de die passionis Domini nostri Jesu Christi, sa principale contribution sur le sujet. En 1523, il fit paraître une réfutation de la prédiction de l'astrologue allemand Johannes Stöffler, qui depuis 1499 avait annoncé un déluge pour le 20 février 1524 (Prognosticon, ostendens anno Domini 1524 nullum neque universale neque partiale diluvium fore).
Jules César Scaliger, dont il était le parrain, l'appelle « omnium sui sæculi mathematicorum... facile princeps » (le mot mathematicus ayant alors le sens d'« astrologue »).